# Xã Hartford, Quận Adams, Indiana
Xã Hartford (tiếng Anh: Hartford Township) là một xã thuộc quận Adams, tiểu bang Indiana, Hoa Kỳ. Năm 2010, dân số của xã này là 872 người.